# Tecmessa cerurata
Tecmessa cerurata är en fjärilsart som beskrevs av Paul Dognin 1901. Tecmessa cerurata ingår i släktet Tecmessa och familjen tandspinnare. Inga underarter finns listade i Catalogue of Life.